# Суарес, Карла (писательница)
Карла Суарес (исп. Karla Suárez, 28 октября 1969, Гавана) — кубинская писательница, прозаик.

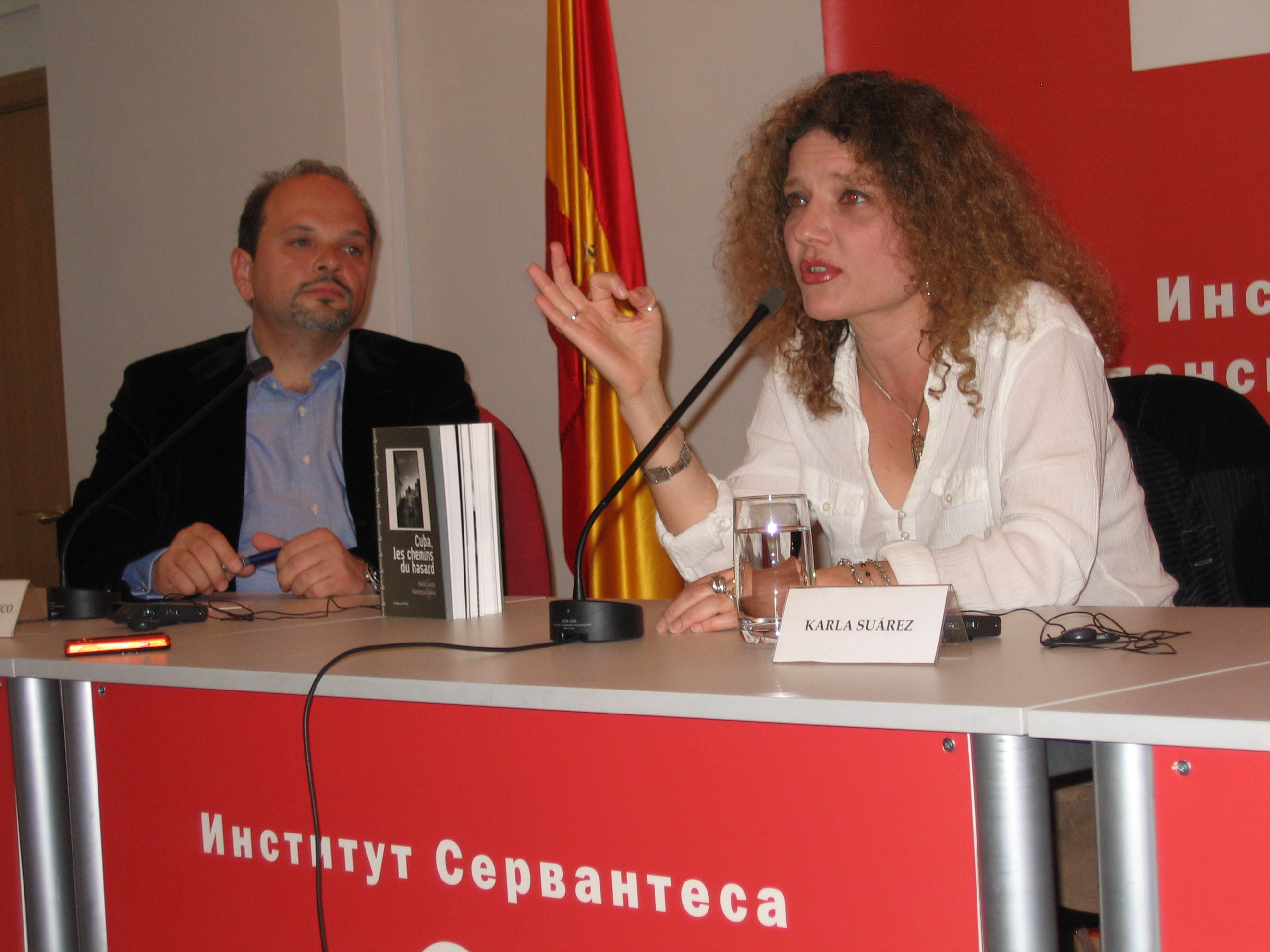
Карла Суарес в Институте Сервантеса в Москве (2008 год)

## Биография
Училась в консерватории по классу гитары. Начала писать стихи и рассказы в раннем детстве, однако образование получила на инженерном отделении Политехнического институте имени Хосе Антонио Эчеверриа (CUJAE) по специальности инженера-компьютерщика. В 1994 году рассказ Карлы «Юбилей» вышел в журнале «Революция и культура». Позже на его основе в Центре драматического искусства Сьенфуэгоса был поставлен спектакль. Дебютировала как новеллист в 1994. C 1998 жила в Италии.
Получив в 1998 году стипендию от Фонда Алехо Карпентьера, Карла Суарес переехала в Рим, где продолжала литературное творчество, одновременно работая преподавателем информатики.
В 1999 году на Кубе вышла её первая книга рассказов «Пена», два рассказа из которой легли в основу телевизионных постановок в 2002 году.
В 2001 году в Колумбии вышел сборник рассказов «Карета для актеров». В 2003 году Карла переехала в Париж, где получила несколько стипендий для продолжения литературного творчества. Её второй роман, «Путешественница», вышел в Испании в 2005 году и был переведен на французский, итальянский и португальский языки.

## Книги

### Новеллы
- 1999: Silencios (испанская газета El Mundo включила роман в число 10 лучших книг года; спектакль по роману был показан в рамках Авиньонского фестиваля 2010)
- 2005: La viajera
- 2011: Habana año cero  (Prix Carbet de la Caraïbe et du Tout-monde, 2012, Grand Prix du Livre Insulaire, 2012 Франция)
- 2017: El hijo del héroe

### Романы
- 1999: Espuma
- 2001: Carroza para actores
- 2007: Grietas en las paredes (в сопровождении фотографий)
- 2007: Cuba, les chemins du hasard (новеллы и очерки в сопровождении фотографий, на франц. яз.)
- 2014: Rome, par-delà les chemins (новеллы и очерки в сопровождении фотографий).

## Признание
Книги Карлы Суарес переведены на английский, французский, немецкий, итальянский, португальский, словенский языки.
В 1999 году писательница получила в Испании премию «Lengua de Trapo» за первый роман “Молчание», а в 2000 году газета «Mundo» включила её в список из десяти лучших романов года. Роман был переведён на  французский, немецкий, португальский, итальянский и словенский языки.
В 2007 в рамках Книжной ярмарки в Боготе она была названа среди 39 крупнейших писателей Латинской Америки в возрасте до 39 лет.
В 2010 году писательница переехала в Лиссабон, где  и проживает в данный момент. В этом же году её роман «Молчание» был поставлен на сцене французского театра «Peu importe».
В 2011 году роман Карлы Суарес «Гавана, год нулевой» вышел в Португалии. Позже – во Франции, где получил Премию Карбо Карибского региона и Большую островную премию. Все эти годы Карла продолжала карьеру инженера, преподавала, а также вела литературные мастерские. Она была членом жюри Премии Хуана Рульфо и сотрудничала с газетой El País.